# Lirikonfestov zlát
Lirikonfestov zlát je bienalno mednarodno festivalno priznanje za najtehtnejši esej na evropsko aktualno temo Lirikonfestovega književnega omizja, ki ga Velenjska knjižna fundacija od leta 2008 podeljuje v sklopu programa Mednarodnega Lirikonfesta Velenje. Izhodiščno je bilo festivalno priznanje tudi denarno (2008). Od leta 2010 je priznanje častno. Izkazano je s festivalno listino in umetniško bronasto plaketo (delo akademskega kiparja Jurija Smoleta). 
Dosedanji prejemniki priznanja: 
- Mitja Čander in Meta Kušar (2008)
- Manca Erzetič (2012)
- Petra Koršič (2016)

V bienalnih letih 2010, 2014, 2018 in 2020 festivalno priznanje ni bilo podeljeno.